# Bissetia (bướm đêm)
Bissetia là một chi bướm đêm thuộc họ Crambidae.

## Species
- Bissetia leucomeralis (Hampson, 1919)
- Bissetia poliella (Hampson, 1919)
- Bissetia steniellus (Hampson, 1899)
- Bissetia subfumalis (Hampson, 1896)
- Bissetia tauromma (Kapur, 1950)